# Bakalinskij rajon
Il Bakalinskij rajon (in russo Бакалинский район?) è un municipal'nyj rajon della Repubblica della Baschiria, nella Russia europea.